# Tibouchina rosanae
Tibouchina rosanae, biljna vrsta iz porodice melastomovki (Melastomataceae) otkrivena 2016. godine na području brazilske države Mato Grosso, uz rijeku Xingu. 
Naraste do 1,5 metar visine. Posjeduje stome na obje strane lista abaksijalnoj i adaksijalnoj. Ova amfistomatska vrsta prvi puta se spominje u rodu tibučina.